# Bulbophyllum wallichii
Bulbophyllum wallichii är en orkidéart som beskrevs av Heinrich Gustav Reichenbach. Bulbophyllum wallichii ingår i släktet Bulbophyllum och familjen orkidéer. Inga underarter finns listade i Catalogue of Life.